# تسوباسا هوندا
تسوباسا هوندا (اليابانية:翼 翼 ، مواليد في 27 يونيو 1992 ، في طوكيو) ممثلة وعارضة أزياء يابانية.

## روابط خارجية
- الموقع الرسمي
- honda tsubasa على إنستغرام
- Stardust Promotion Honda Tsubasa Official Blog "Bassanchi" (باليابانية)
- تسوباسا هوندا على موقع IMDb (الإنجليزية)
- تسوباسا هوندا على موقع قاعدة بيانات الفيلم (الإنجليزية)
- تسوباسا هوندا على موقع ليتربوكسد (الإنجليزية)
- تسوباسا هوندا على موقع كينوبويسك (الروسية)
- تسوباسا هوندا على موقع ANN person (الإنجليزية)